# Marlin Firearms
Marlin Firearms Co. es un fabricante estadounidense de armas de fuego; principalmente rifles semiautomáticos, carabinas de palanca y fusiles de cerrojo .La compañía, ahora con sede en Madison, Carolina del Norte, y anteriormente con sede en North Haven, Connecticut, anteriormente fabricaba escopetas, derringers y revólveres. Marlin era propietario del fabricante de armas de fuego H&R Firearms . En 2007, Remington Arms, parte de Remington Outdoor Company, adquirió Marlin Firearms. Remington produjo armas de fuego de la marca Marlin en sus instalaciones de fabricación de Kentucky y Nueva York. En el 2020, Sturm, Ruger & Co. compró el negocio Marlin de Remington Outdoor Company en bancarrota.

## Historia

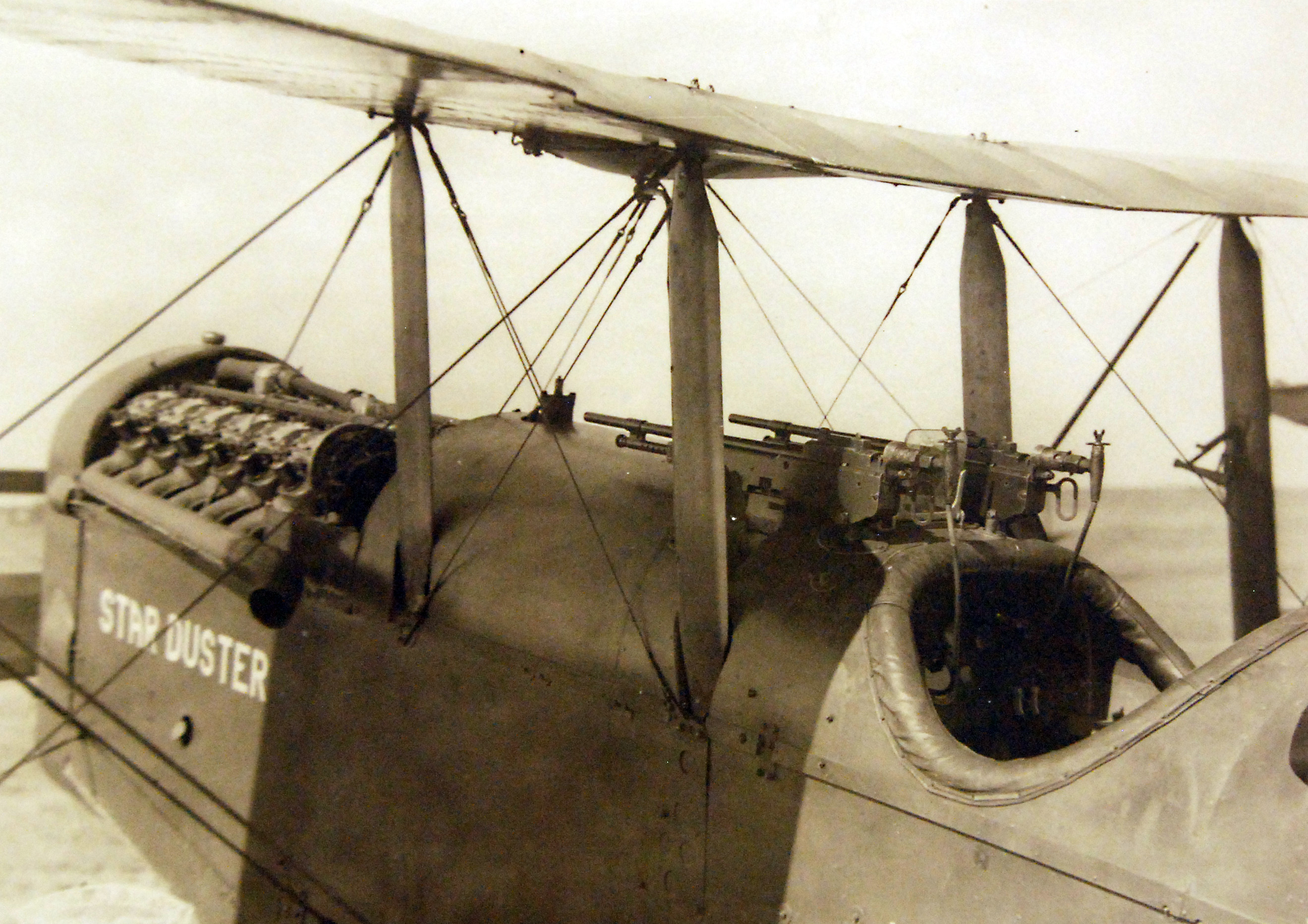
ametralladora "Marlin gun" montado en un avión De Havilland, 1921

Marlin Firearms fue fundada en la década de 1870 por John Marlin, quien produjo una gran variedad de armas de fuego, como rifles de palanca, escopetas de bomba y rifles de un solo tiro. Marlin fue considerado el principal competidor de Winchester.
Durante la Primera Guerra Mundial, Marlin se volvió uno de los principales productores de ametralladoras para EE. UU. y sus aliados, construyendo la ametralladora M1895 Colt-Browning y posteriormente una variante conocida como "Marlin gun" para uso en combate aéreo. 
En 1917, Marlin Rockwell compró Hopkins & Allen Arms Company para promover la ampliación de la línea de armas de fuego y restaurar la imagen de la compañía como fabricante de "armas deportivas".
Marlin Firearms trabajó durante un siglo como un fabricante de armas de palanca para Winchester (anteriormente en New Haven). Sin embargo, entre las décadas de 1980 y 1990, Marlin finalmente comenzó a superar a su antiguo rival. Actualmente es el vendedor dominante de rifles de palanca en América del Norte. 
Su uso de eyección lateral permite armas de fuego con la parte superior plana, lo que facilita el montaje de miras telescópicas a diferencia de los Winchester tradicionales, lo que ayudó a Marlin a capturar una mayor parte del mercado a medida que los tiradores estadounidenses dependían cada vez más de la óptica. 
Los Marlins son más grandes, fuertes y pesados que la mayoría de la línea Winchester comparables, lo que permite a Marlin usar cartuchos de mayor potencia como el .45-70 . Los rifles y carabinas de mecanismo de palanca modelo 1894 de Marlin están disponibles en calibres de arma corta, como el .357 Magnum, .44 Magnum y .41 Magnum.

### Adquisiciones
En noviembre de 2000, Marlin compró H&R 1871, Inc., fabricante de armas deportivas con sede en Massachusetts (marca New England Firearms). fundado en 1871 y ahora ubicado en Gardner, Massachusetts . 
Comercializando sus productos bajo las marcas de Harrington & Richardson y New England Firearms, H&R 1871 afirmaba ser el mayor fabricante de escopetas y rifles de un solo tiro del mundo.
En diciembre de 2007, Remington Arms Company compró Marlin. En abril de 2008, Remington anuncia el cierre de la planta en Gardner, afectando a 200 trabajadores. En marzo de 2010, Marlin anunció que cerraría su planta de North Haven y trasladaría el trabajo a las plantas de Remington en Ilion, Nueva York y Mayfield, Kentucky .
En septiembre de 2020, Sturm, Ruger & Co. compró la empresa a la empresa en quiebra Remington Outdoor Company, y en el 2021 empezó la fabricación de carabinas palanqueras Marlin

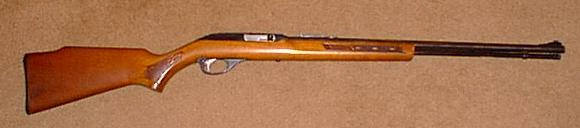
Rifle Marlin Model 60 .22LR fabricado en 1982

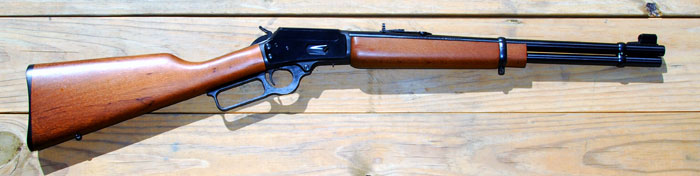
Carabina Marlin Modelo 1894 C – .357 Magnum

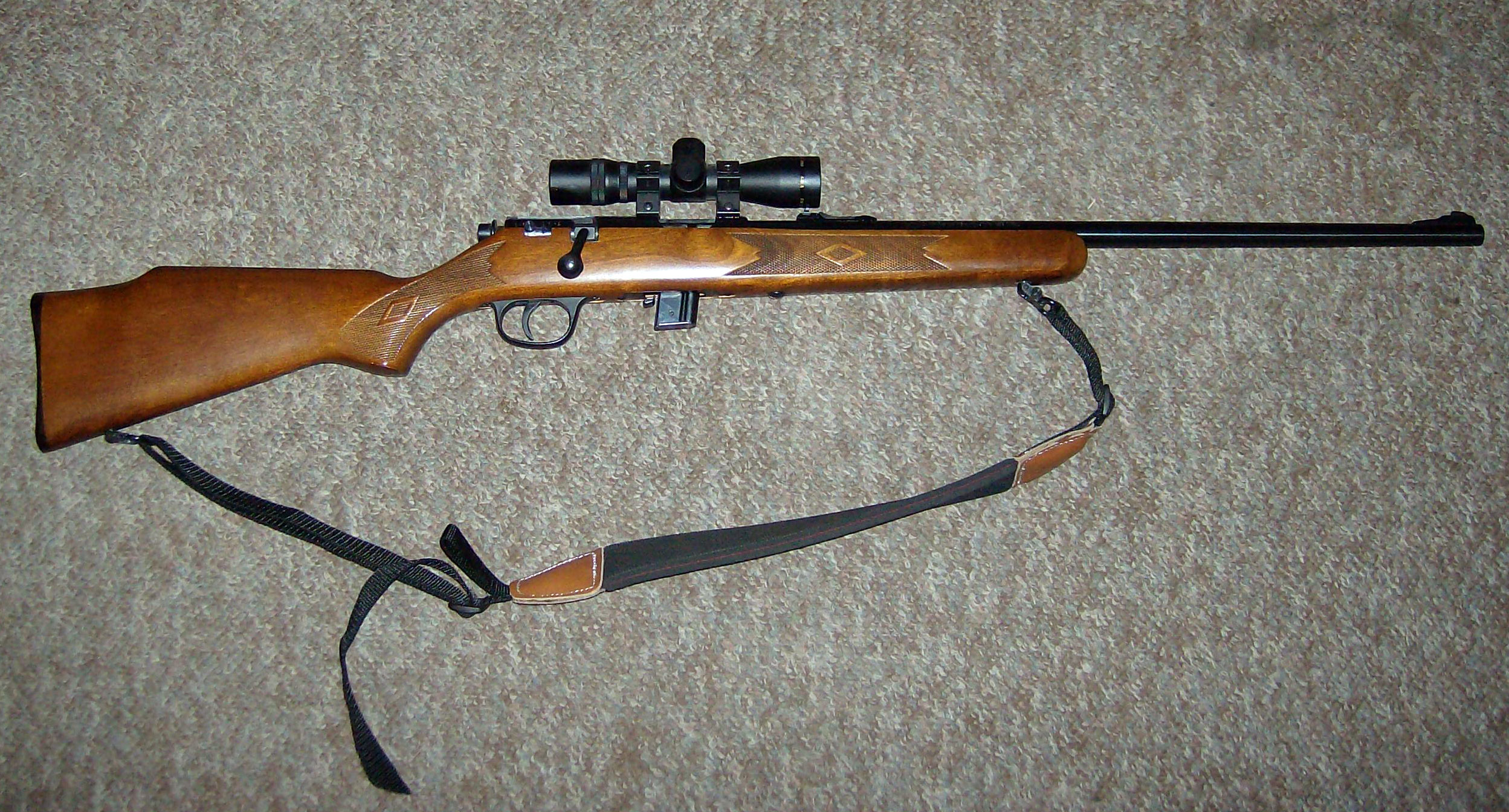
Rifle Marlin modelo 25N .22 LR.

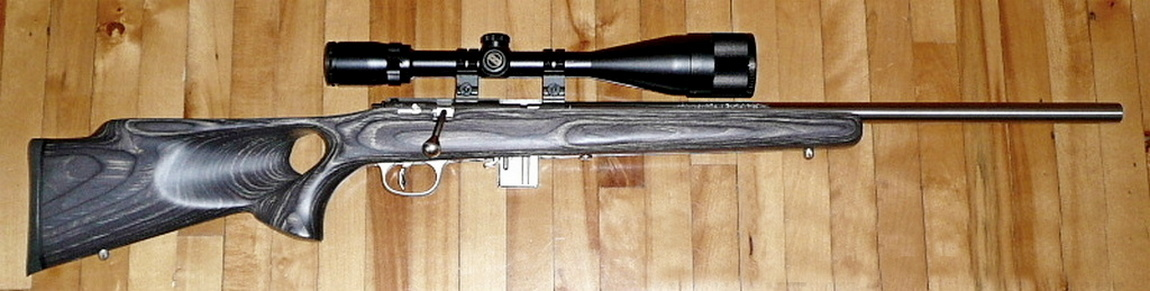
Marlin Modelo XT-17 VSLB .17 HMR con mira telescópica

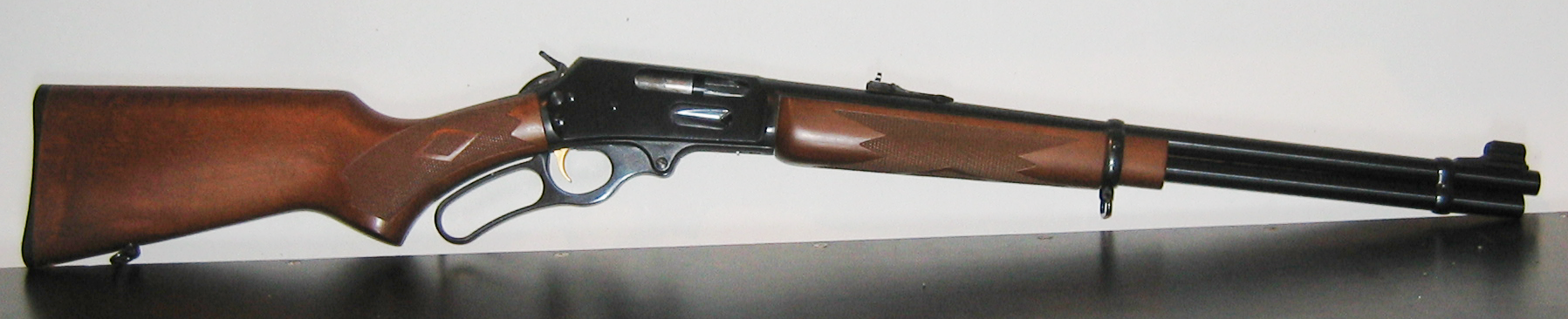
Marlin Model 336 W de palanca en .30-30 Winchester

## Estriado Micro Ranura

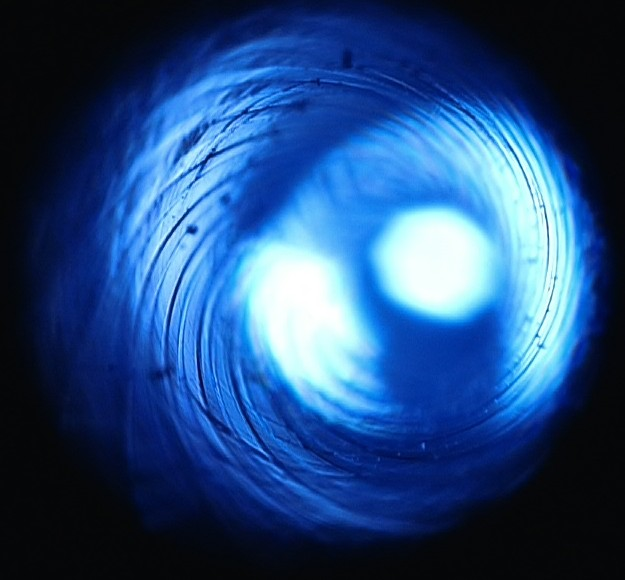
Estriado Micro-Ranura

En 1953, Marlin Firearms recibió Patente USPTO n.º 3100358 para lo que se denominó MicroGroove Rifling, que era una desviación del estándar "Ballard" o corte de estrías. 
Una de las ventajas dell estriado tipo Microgroove es aumentar la rapidez de producción de cañones. El estriado de microranuras se describe en la patente con 5 ranuras por cada 1/10 de pulgada de diámetro interior, y que el lado impulsor de cada parte plana estaría "dispuesto tangencialmente" para evitar la acumulación de residuos de cobre y carbón durante el uso.
En julio de 1953 Marlin introdujo el estriado Microgroove para sus cañones .22 Rimfire, con 16 ranuras que tenían .014 "de ancho y nominalmente .0015" de profundidad. Los cañones estriados Ballard tienen ranuras generalmente en el rango de .069 a .090 "de ancho y de .0015 a .003" de profundidad. Este cambio se comercializó en el catálogo Marlin de 1954, por tener numerosas ventajas que tenía esta nueva forma de estriado, incluida una mejor precisión, facilidad de limpieza, eliminación de fugas de gas, velocidades más altas y presiones de cámara más bajas. El catálogo también afirmaba que el estriado Microgroove no distorsionaba la camisa de bala tan profundamente como el estriado Ballard, por lo que mejoraba la precisión con balas encamisadas a velocidad estándar.
Los cañones Microgroove tienen la reputación de tener problemas de precisión con munición de fuego central recargadas con puntas de plomo fundidas, debido al mayor diámetro del orificio generado por las ranuras poco profundas. El uso de balas fundidas de gran tamaño resuelve en gran medida este problema, restaurando la precisión con cargas manuales de balas fundidas a niveles vistos desde cañones estriados Ballard.
Los primeros cañones de microranura Marlin .30-30 tenían un ratio de giro de 1:10 pulgadas; más tarde, los cañones con microranuras Marlin .30-30 muestran una paso de 1:10.5 pulgadas, mejorando la precisión con cartuchos cargados a una velocidad inferior a la estándar.